# Chiesa di San Lorenzo (Borgo Valsugana)
La chiesa di San Lorenzo, o eremo di San Lorenzo, è una chiesa cattolica situata sul monte Armentera, nel comune di Borgo Valsugana, in provincia di Trento; è sussidiaria della parrocchiale della Natività di Maria di Borgo e fa parte dell'arcidiocesi di Trento. Risalente almeno al XII secolo, conserva al suo interno diversi cicli di affreschi databili tra il Duecento e il Cinquecento.

## Storia

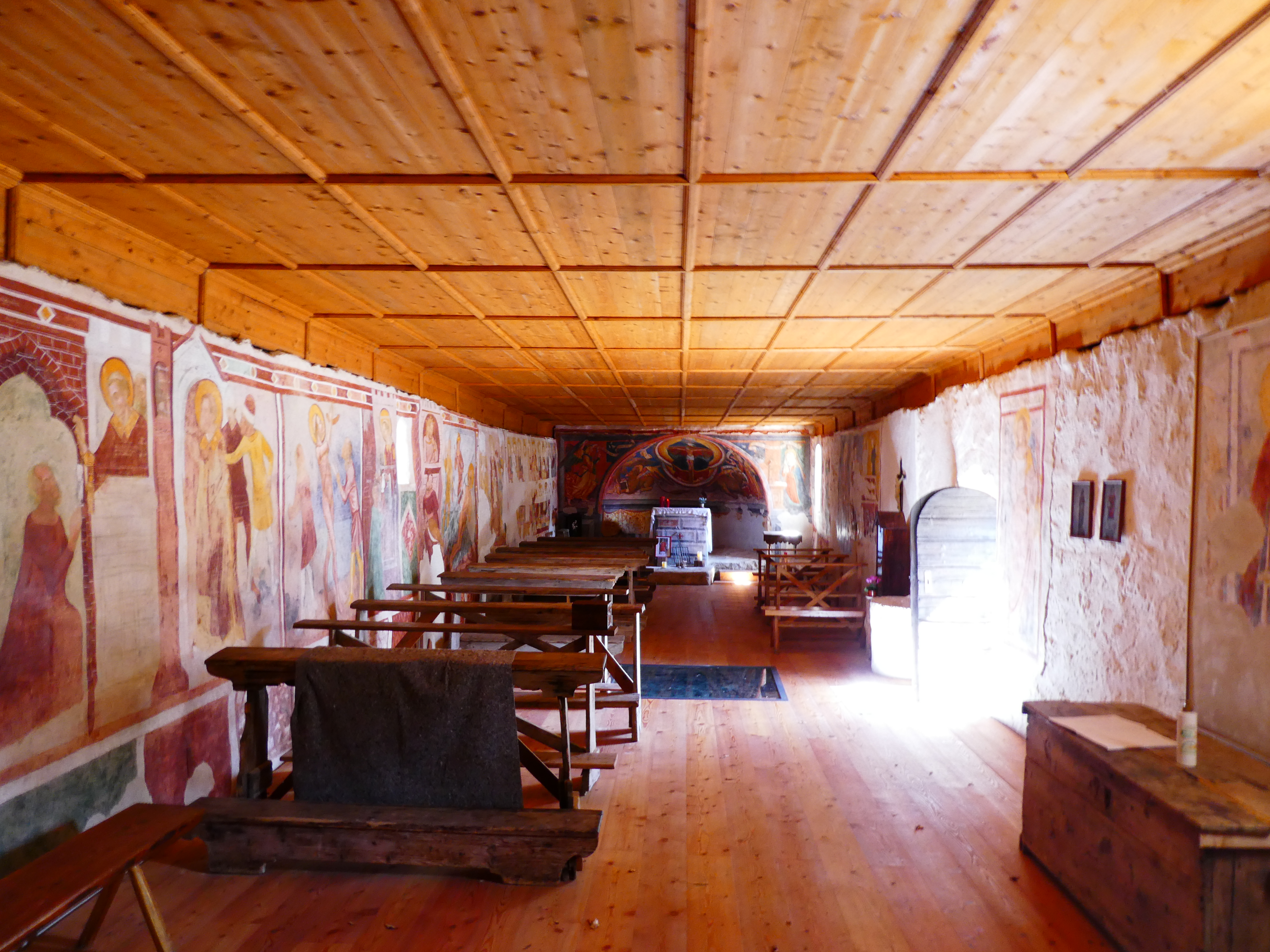
Interno

Il sito, in posizione dominante sulla valle, è stato storicamente rilevante sia dal punto strategico, sia da quello rituale; scavi archeologici ne documentano la frequentazione già in epoca preistorica, proseguita anche durante l'epoca romana e l'alto Medioevo. È possibile che qui sia sorta una fortificazione di qualche genere, così come un luogo di culto altomedievale. 
La parte più antica della chiesa odierna, corrispondente all'abside e alla prima parte della navata, venne eretta nell'ultimo quarto del XII secolo, poi l'edificio venne ampliato nel secondo o terzo decennio del Trecento raggiungendo le dimensioni attuali. Come si desume dagli interventi strutturali e decorativi, dalla fine del XIII secolo e fino a tutto il Trecento la chiesa dovette assumere grande rilevanza ed essere una popolare meta di pellegrinaggio; a fine Duecento venne steso un primo ciclo di affreschi, in gran parte coperto da un altro nel corso del Trecento; negli anni 1330 o 1340 la navata venne raddoppiata in lunghezza per riuscire a contenere l'importante afflusso di fedeli; segue qualche anno dopo l'affrescatura della parte nuova, e a inizio Cinquecento quella dell'abside e dell'arco santo. 
Alla fine del Trecento o all'inizio del Quattrocento risale anche la costruzione del vicino romitorio, secondo una tradizione fondato da Siccone II Castelnuovo (morto nel 1404 o 1408), a scioglimento di un voto fatto in pericolo di vita durante una battuta di caccia avvenuta nei pressi (a Siccone viene attribuita anche la fondazione della chiesa, ma ciò evidentemente non è possibile). L'eremo era di proprietà della confraternita di San Lorenzo della parrocchiale di Borgo (la stessa a cui si deve la fondazione dell'ospedale San Lorenzo di Borgo); il primo eremita di cui si abbia notizia fu don Paolo Corradi nel 1451, mentre l'ultimo fu Antonio Franceschini, che nel 1788 rimase a viverci nonostante l'ordine di soppressione emanato da Giuseppe II; per tre mesi in estate l'edificio è ancora abitato dai custodi della chiesa.

## Descrizione

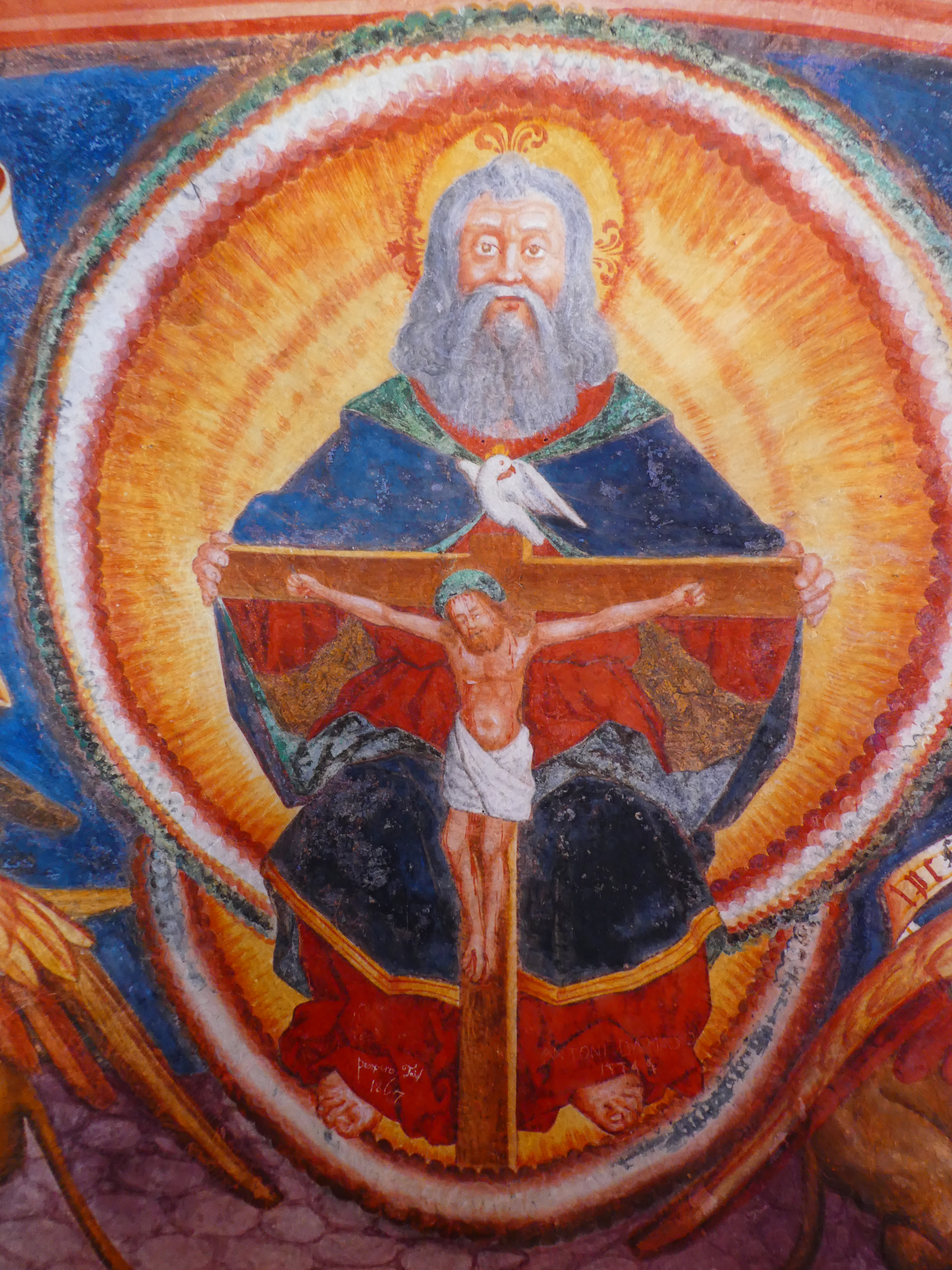
Il Trono di Grazia del catino absidale, 1523

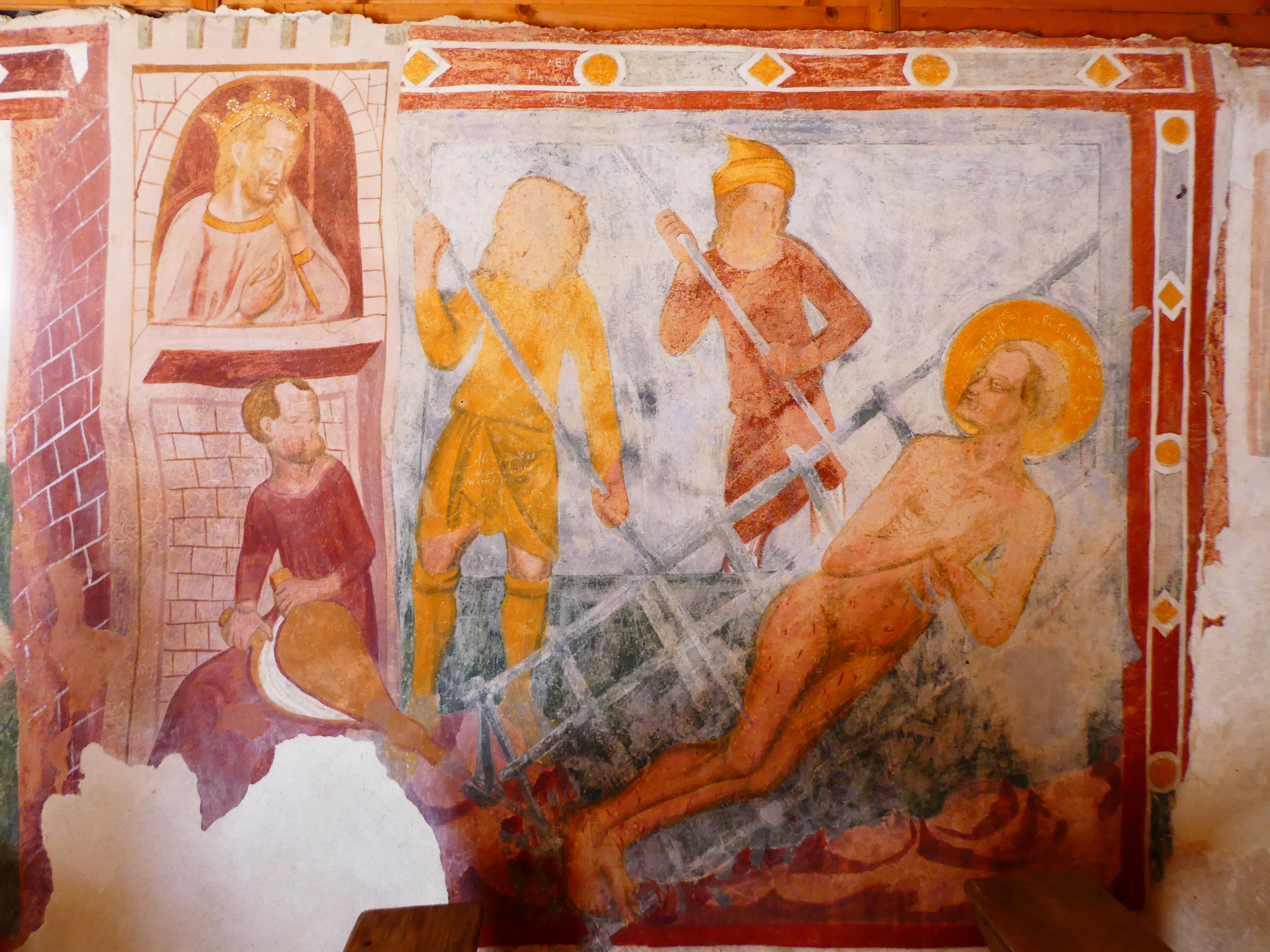
L'imperatore Decio osserva il martirio di san Lorenzo sulla graticola, metà del Trecento

La chiesa sorge su un terreno erboso a 1182 m s.l.m., verso la cima di un dosso alle pendici del monte Armentera, che divide la Valsugana dalla val di Sella; è orientata verso nord-est e vicino ad essa, poco più in alto, si trova il romitorio. Si presenta con facciata a capanna, aperta dal portale d'accesso centinato e, in alto, da un'apertura a croce greca; la linea del tetto è interrotta sulla cima dal grosso campanile a vela, che ospita due campane nell'apertura centinata ed è dotato a sua volda di un tettuccio a due falde. La facciata è ornata da un affresco estremamente degradato sul lato destro (Crocifisso con san Lorenzo, la Madonna e san Giovanni, ignoto frescante veneto della metà del Trecento) e da una meridiana assai scolorita appena sopra al portale.
Le fiancate sono lisce; quella destra è dotata di un accesso laterale, anch'esso centinato, e di due finestre, e quella sinistra è aperto da una sola monofora, mentre l'abside è cieca.

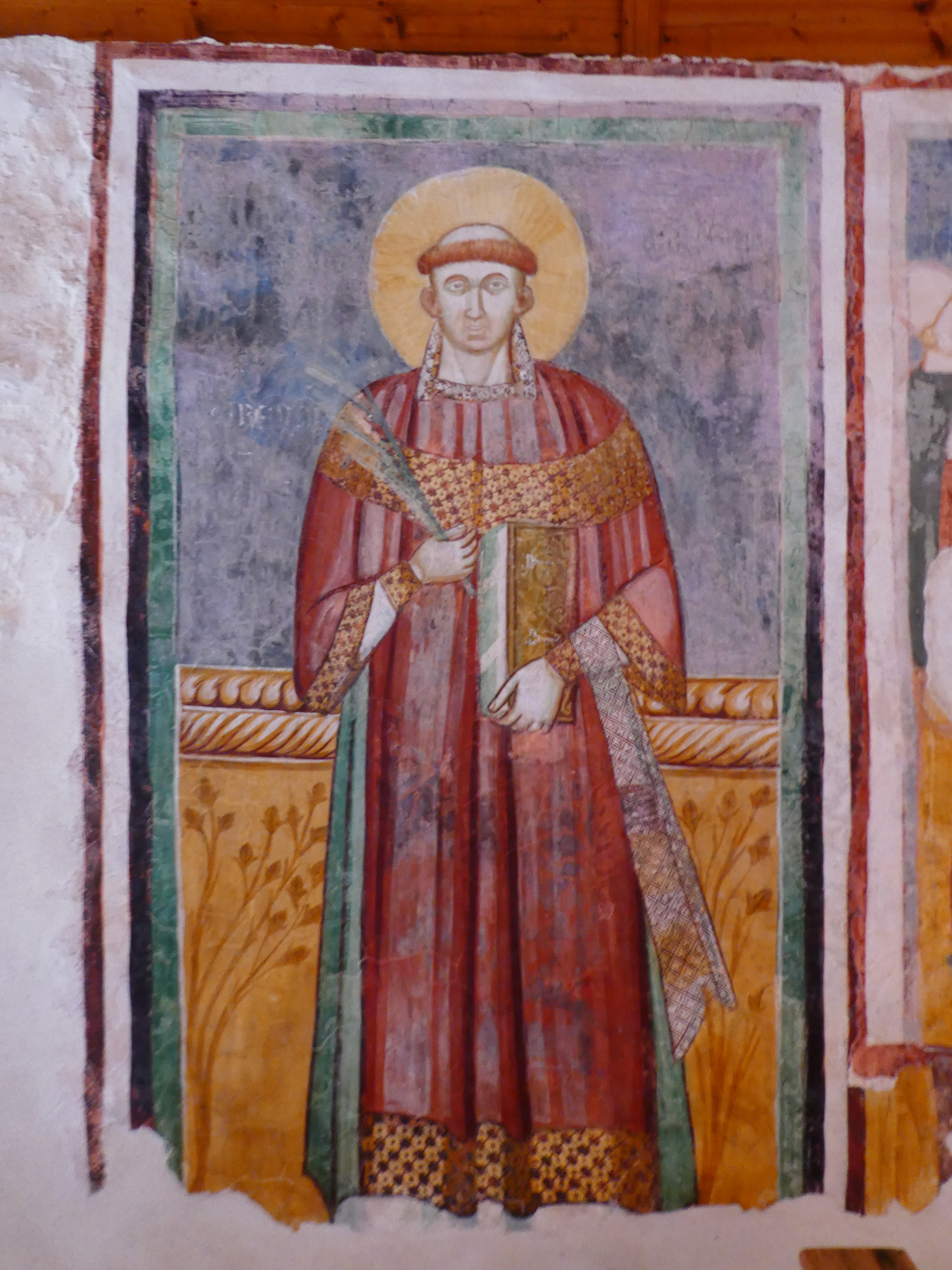
Il san Lorenzo d'inizio Trecento, rimaneggiato da Francesco Naurizio a fine Cinquecento

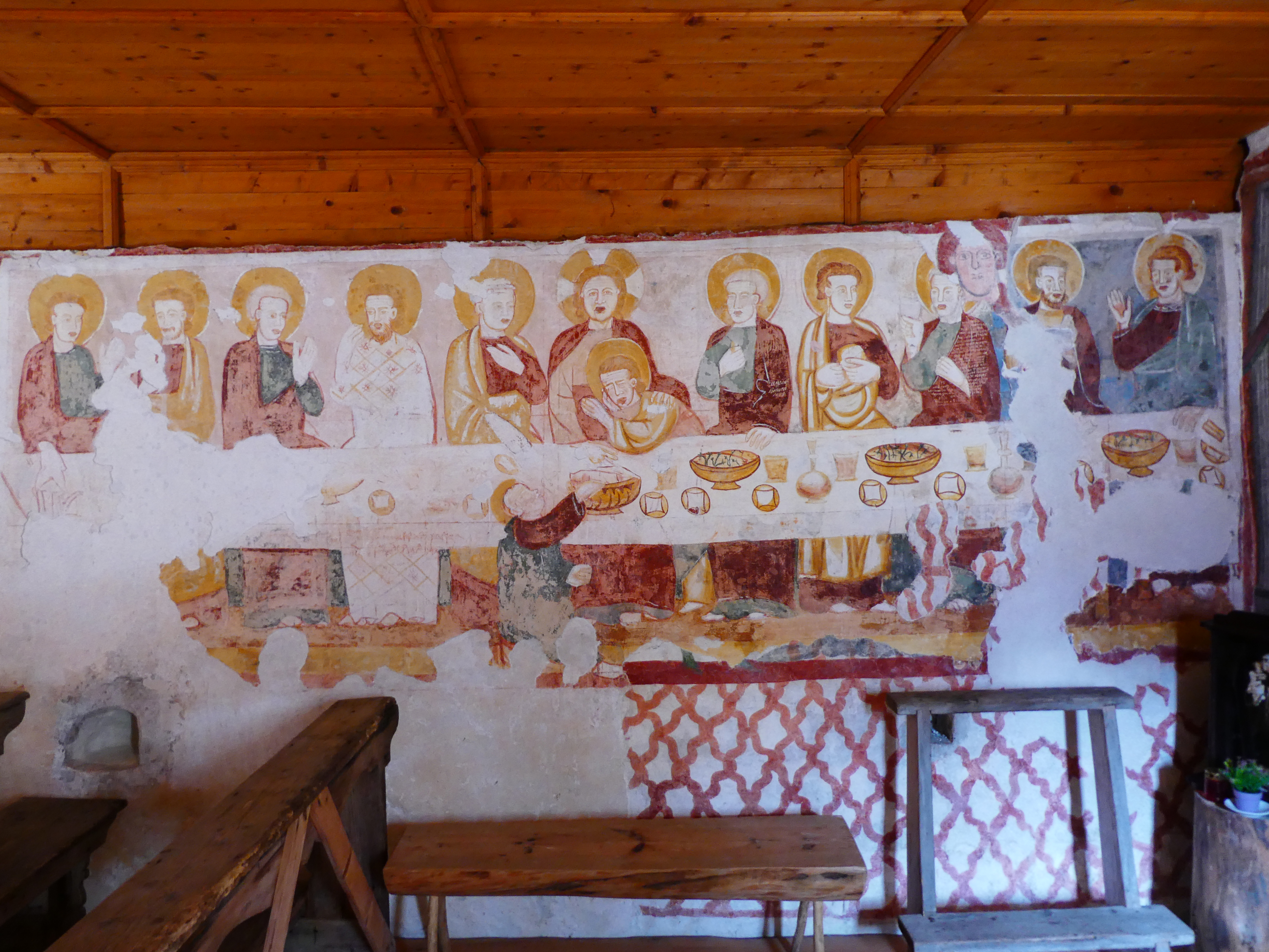
L'Ultima Cena trecentesca, con la testa duecentesca che "spunta" tra il terzultimo e il penultimo apostolo

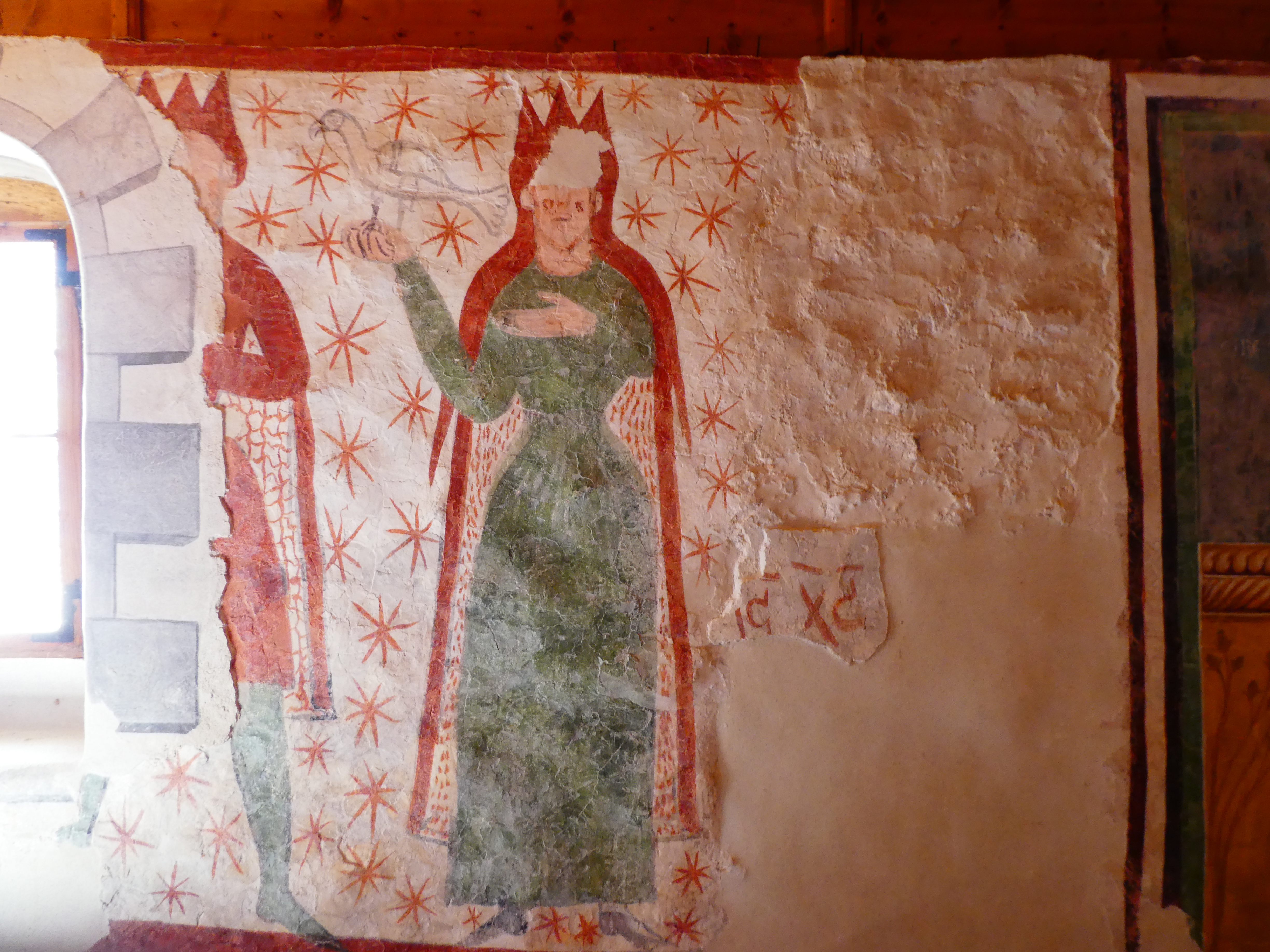
Figura coronata e dama con volatile duecenteschi

L'interno è a navata unica, a pianta rettangolare leggermente irregolare, coperta da un soffitto a cassettoni in legno; l'arco santo a pieno centro introduce alla piccola abside semicircolare, in cui si trova una mensa d'altare in pietra e muratura. Lo spazio interno è lungo 17 metri circa (19 con l'abside), largo 4,50 e alto 2,75.

### Affreschi dell'interno
Le pareti interne sono in gran parte ricoperte da affreschi, realizzati da vari artisti in epoche diverse, eseguiti tra l'ultimo ventennio del Duecento e il primo quarto del Cinquecento. Dei più antichi, che furono in gran parte coperti da altri nel Trecento, restano visibili solo alcuni frammenti: si tratta di una testa sporgente dalla scena dell'Ultima Cena sulla parete sinistra, forse appartenente a un san Cristoforo, e di due personaggi coronati assieme a una dama con volatile sulla parete destra, rovinati dall'apertura di una finestrella nel Cinquecento: sono databili all'ultimo ventennio del Duecento e sono opera di un pittore itinerante di ambito veneto-trentino, stilisticamente vicino al cosiddetto "maestro di Ceniga". A destra delle figure coronate si trova un'immagine di san Lorenzo, eseguita qualche decennio dopo da un pittore di ambito veneto-bizantino che operò anche nella chiesa di San Biagio di Levico; nel 1592 questo dipinto venne "rinfrescato" da Francesco Naurizio, che probabilmente apportò anche delle modifiche stilistiche.
Sempre nei primi decenni del Trecento si collocano altri affreschi eseguiti, secondo Nicolò Rasmo, dal cosiddetto "maestro della Valsugana", un modesto pittore di formazione veneta: si tratta della Madonna tra i santi Giacomo e Corona e dell'Ultima Cena, sulla parete sinistra, e del Martirio di san Lorenzo e della Carità di san Lorenzo su quella destra: l'immagine della Carità era inizialmente sovrapposta alle figure coronate, ed è stata fissata su un pannello mobile dopo essere stata strappata.
La controfacciata e la parete settentrionale sono occupate in gran parte da un ciclo di affreschi risalente agli anni 1350-60, con scene della vita e del martirio di san Lorenzo tratte dalla Legenda aurea. L'autore, detto "maestro dell'Armentera", è di formazione giottesco-padovana (numerosi sono i richiami agli affreschi della cappella degli Scrovegni), che mostra però anche influenze veronesi (Pseudo Jacopino) e una familiarità con gli allievi di Vitale attivi nel santuario dei Santi Vittore e Corona presso Feltre. Le scene raffigurate sono: San Lorenzo presenta i suoi "tesori" (i poveri e gli ammalati) all'imperatore Decio; Sisto II condannato a morte si accomiata da Lorenzo, che viene a sua volta arrestato; San Lorenzo in carcere battezza e guarisce il cieco Lucillo; San Lorenzo trascinato fuori dal carcere per consegnare i tesori e sacrificare agli dei; San Lorenzo picchiato e straziato con ferri infuocati; San Lorenzo converte e battezza il soldato Romano; San Lorenzo sulla graticola, con Decio che osserva il martirio dal suo palazzo. La seconda e la terza scena sono assai degradate e di difficile lettura. A sé stante dagli altri affreschi della navata è il San Giacomo accanto all'ingresso laterale, opera di un pittore veneto di fine Trecento-inizio Quattrocento.
Gli ultimi affreschi in ordine cronologico, eseguiti nel 1523 dal "secondo maestro della Valsugana", sono l'Annunciazione sull'arco santo e il Trono di Grazia con simboli degli evangelisti nel catino absidale. Sullo specchio dell'inginocchiatoio della Vergine è a malapena leggibile la scritta [...] ano del nostro / Signore / 1523 / [...] fea depenger que / sta capela in Honor / de Dio e de S. Lorenzo / [...] iando (M) assaro.
Sugli affreschi sono presenti numerosissimi graffiti d'epoca, realizzati con chiodi, punteruoli, gessetti o altro, di grande valore storico; alcuni di essi sono stati fatti a sfregio dei personaggi malvagi raffigurati nelle scene, i cui volti ad esempio sono stati cancellati.